# Красне (Августівський повіт)
Красне (пол. Krasne) — село в Польщі, у гміні Ліпськ Августівського повіту Підляського воєводства.
Населення — 211 осіб (2011).
У 1975-1998 роках село належало до Сувальського воєводства.

## Демографія
Демографічна структура станом на 31 березня 2011 року:
|          | Загалом | Допрацездатний вік | Працездатний вік | Постпрацездатний вік |
| -------- | ------- | ------------------ | ---------------- | -------------------- |
| Чоловіки | 105     | 18                 | 76               | 11                   |
| Жінки    | 106     | 28                 | 53               | 25                   |
| Разом    | 211     | 46                 | 129              | 36                   |